# الباحه
شهر الباحه (به عربی: الباحة) در استان باحه و در منطقه حجاز در کشور عربستان واقع شده است. جمعیت این شهر ۸۵٫۲۱۲ نفر است. این شهر یکی از نقاط گردشگری تبلیغ شده توسط دولت سعودی می‌باشد.

## نگارخانه

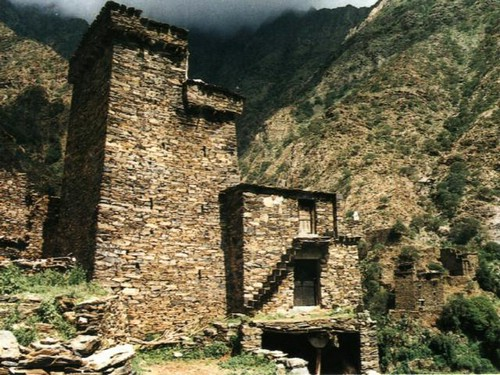
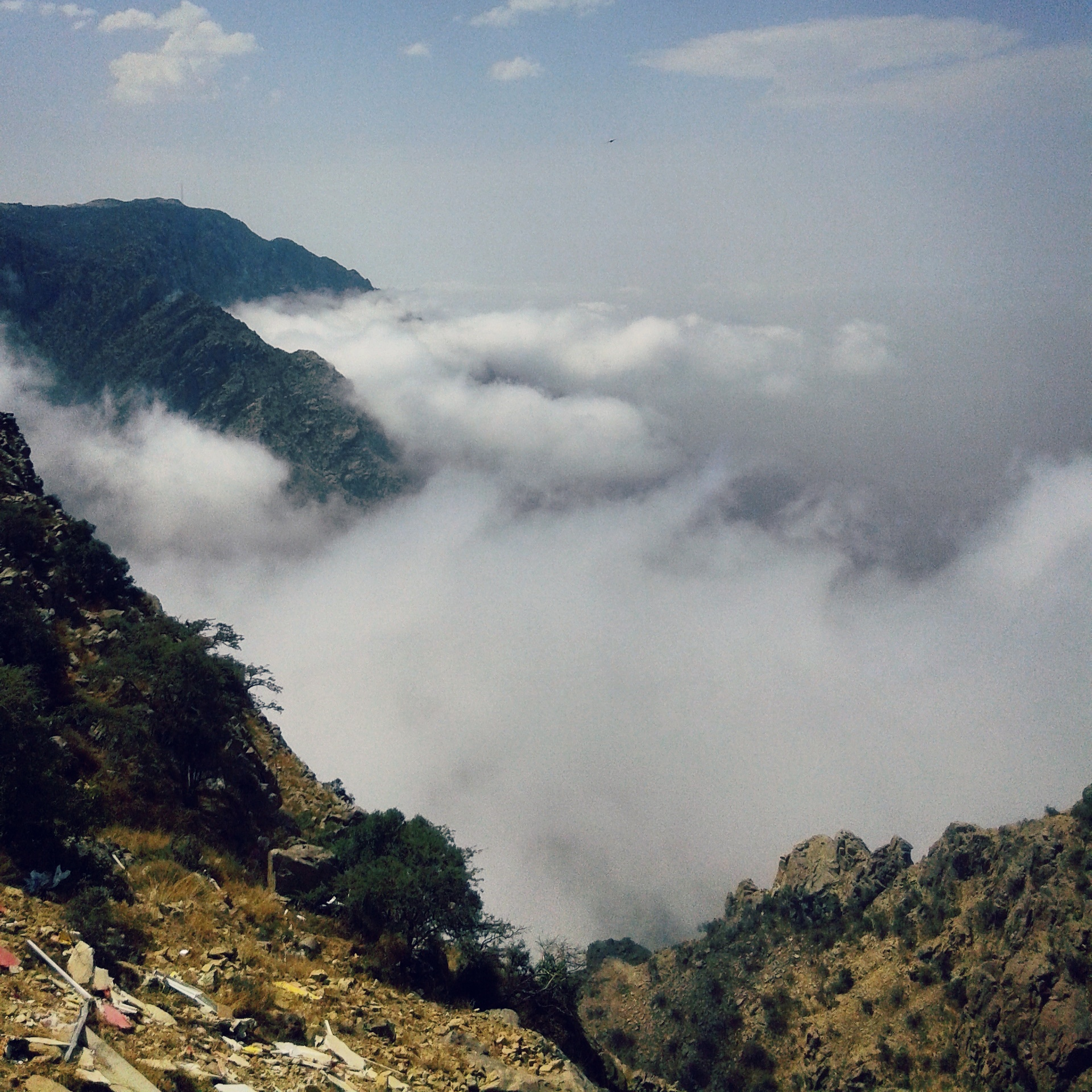
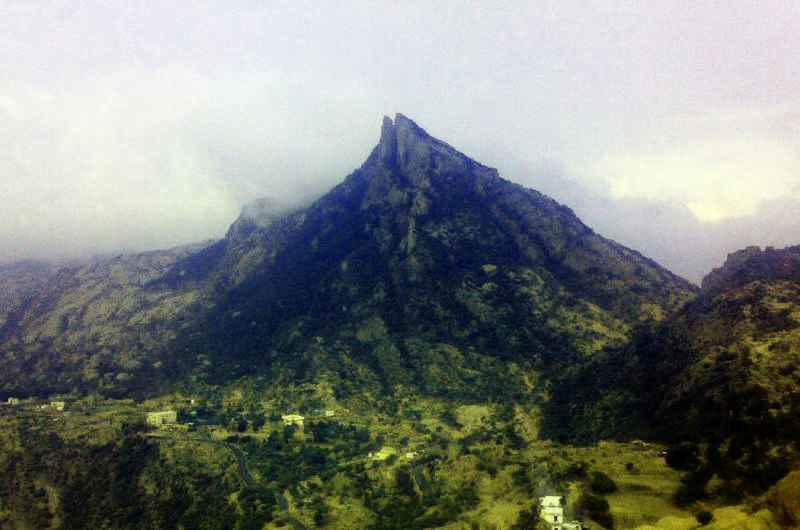
ذی عین
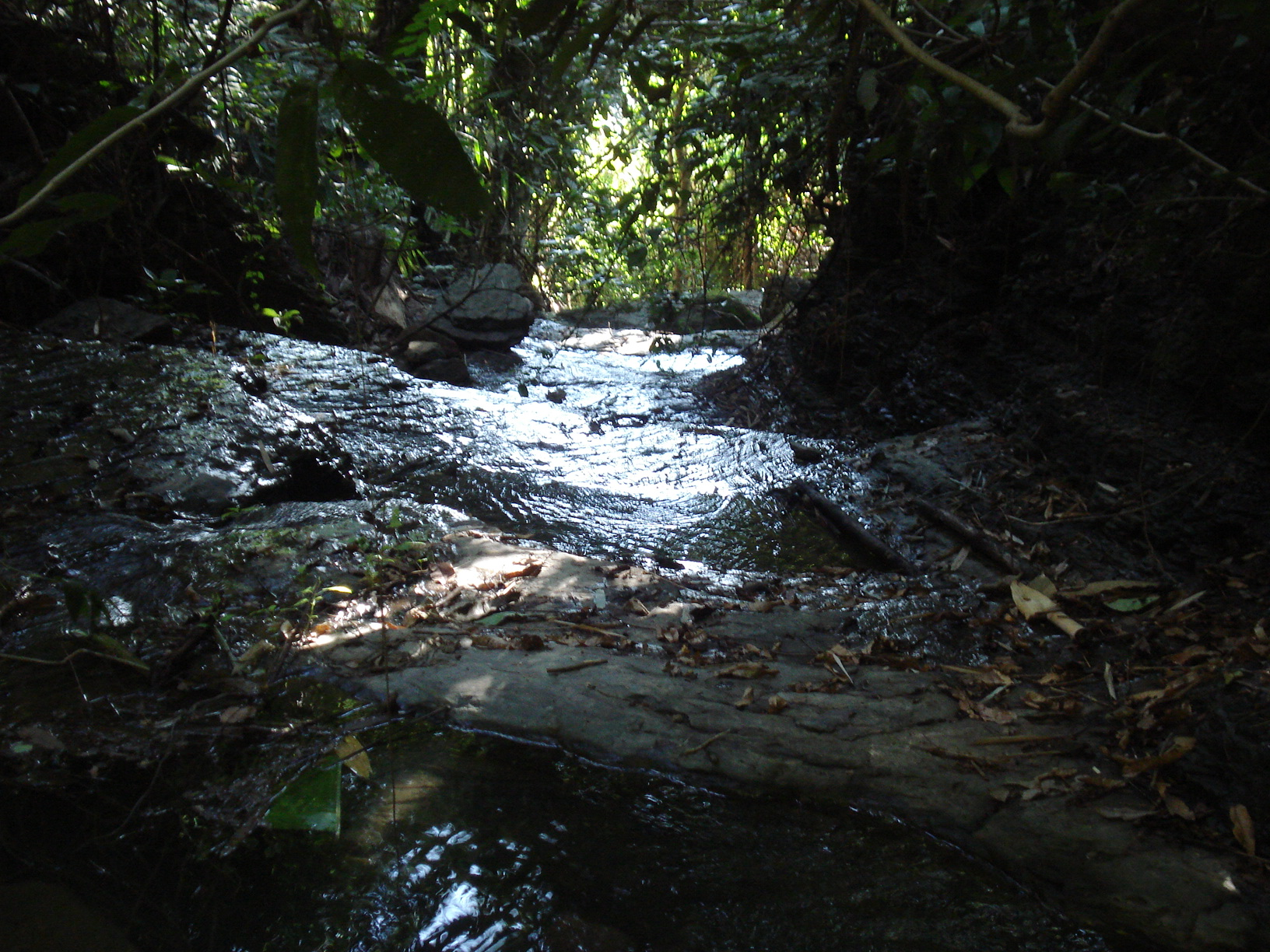
وادی نیرا
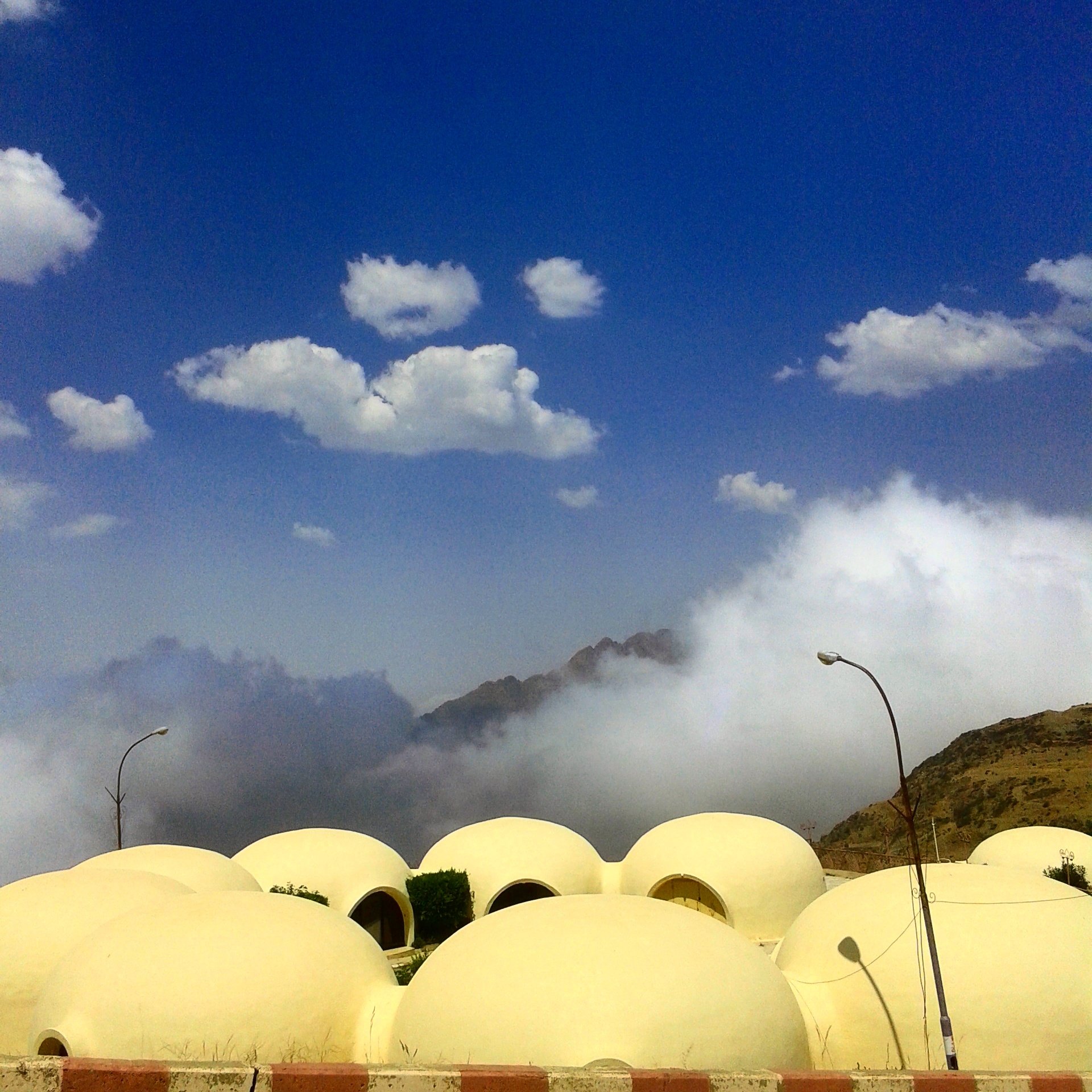
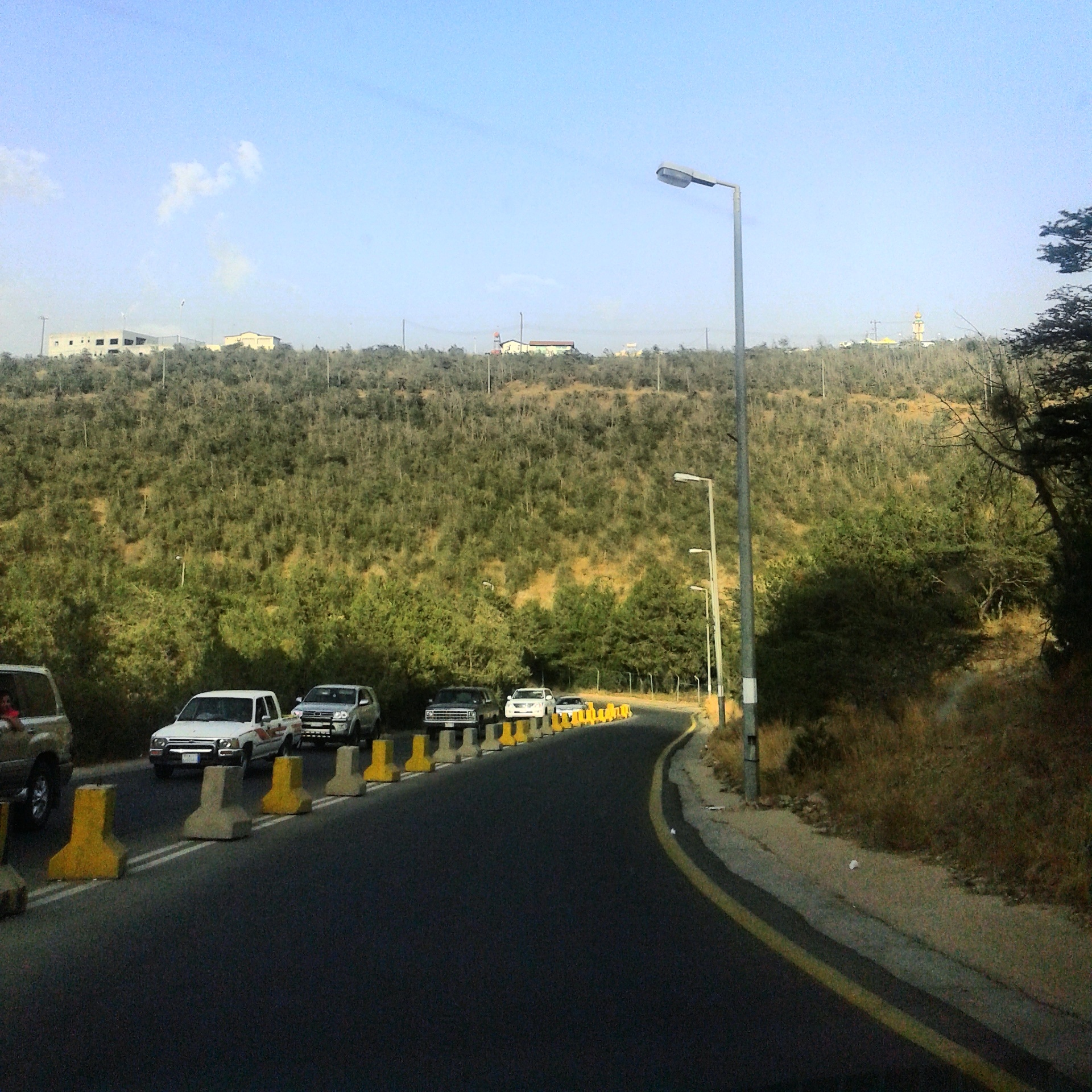
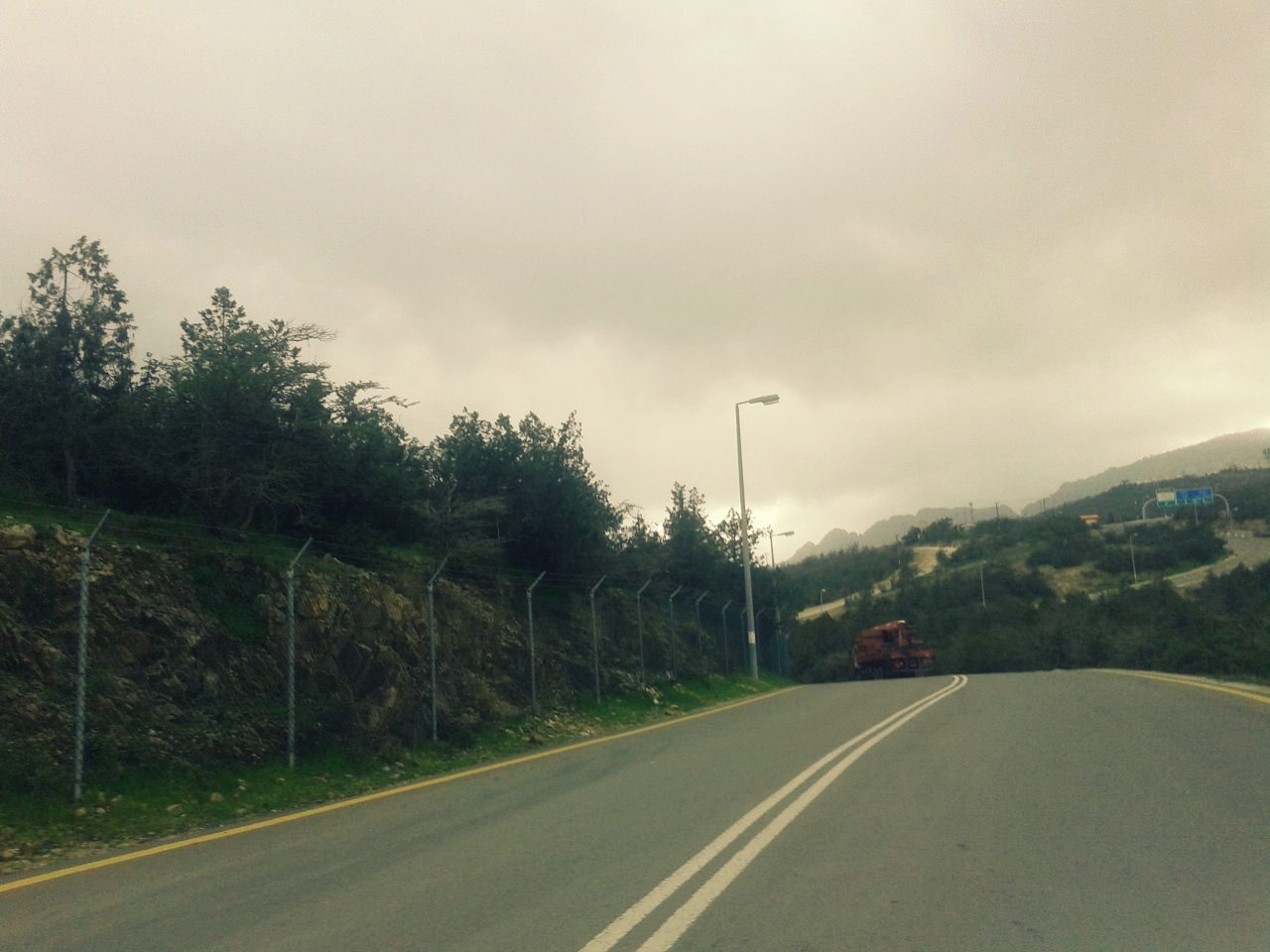